# Bollmannia communis
Bollmannia communis är en fiskart som beskrevs av Isaac Ginsburg 1942. Bollmannia communis ingår i släktet Bollmannia och familjen smörbultsfiskar. Inga underarter finns listade.

## Bildgalleri

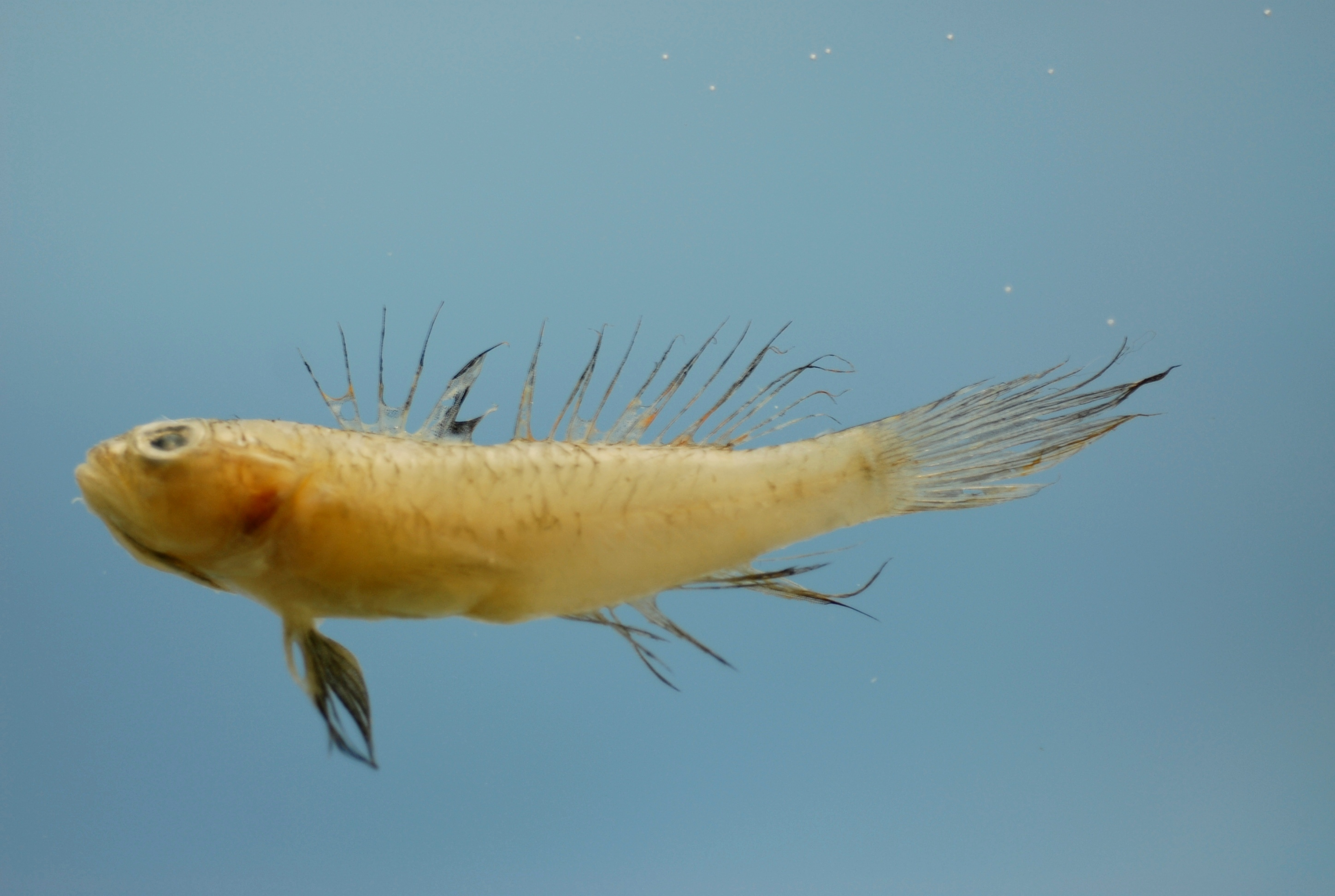